# Sergio D'Offizi
Sergio D'Offizi (Roma, 1º luglio 1934) è un direttore della fotografia italiano.

## Biografia
Inizia la sua attività come aiuto operatore alla metà degli anni cinquanta, ha fotografato più di settanta film, da Che fine ha fatto Totò Baby? (1964) ad Aitanic (2000). Ha diretto anche la fotografia di Cannibal Holocaust e, nel processo che è seguito al sequestro dalle sale cinematografiche nel 1980, è stato l'unico assolto in primo grado.

## Filmografia

### Cinema
- Che fine ha fatto Totò Baby?, regia di Ottavio Alessi (1964)
- Una ragazza tutta d'oro, regia di Mariano Laurenti (1967)
- Ognuno per sé, regia di Giorgio Capitani (1968)
- Oggi a me... domani a te, regia di Tonino Cervi (1968)
- Dio li crea... Io li ammazzo!, regia di Paolo Bianchini (1968)
- La coppia, regia di Enzo Siciliano (1968)
- La battaglia di El Alamein, regia di Giorgio Ferroni (1969)
- Venere in pelliccia, regia di Massimo Dallamano (1969)
- Gli insaziabili, regia di Alberto De Martino (1969)
- Sedia elettrica, regia di Demofilo Fidani (1969)
- Il delitto del diavolo (Le regine), regia di Tonino Cervi (1970)
- Ehi amigo... sei morto!, regia di Paolo Bianchini (1970)
- ...Scusi, ma lei le paga le tasse?, regia di Mino Guerrini (1971)
- Il sole nella pelle, regia di Giorgio Stegani (1971)
- Riuscirà l'avvocato Franco Benenato a sconfiggere il suo acerrimo nemico il pretore Ciccio De Ingras?, regia di Mino Guerrini (1971)
- Detenuto in attesa di giudizio, regia di Nanni Loy (1971)
- Nonostante le apparenze... e purché la nazione non lo sappia... All'onorevole piacciono le donne, regia di Lucio Fulci (1972)
- Non si sevizia un paperino, regia di Lucio Fulci (1972)
- Finalmente... le mille e una notte, regia di Antonio Margheriti (1972)
- 24 ore... non un minuto di più, regia di Franco Bottari (1973)
- Anastasia mio fratello, regia di Steno (1973)
- Sistemo l'America e torno, regia di Nanni Loy (1974)
- L'arbitro, regia di Luigi Filippo D'Amico (1974)
- Finché c'è guerra c'è speranza, regia di Alberto Sordi (1974)
- San Pasquale Baylonne protettore delle donne, regia di Luigi Filippo D'Amico (1976)
- Con la rabbia agli occhi, regia di Antonio Margheriti (1976)
- Le deportate della sezione speciale SS, regia di Rino Di Silvestro (1976)
- Dario Treves, regia di Giorgio Treves - cortometraggio (1976)
- La bidonata, regia di Luciano Ercoli (1977)
- Controrapina (The Rip Off), regia di Antonio Margheriti (1978)
- Il testimone (Le Témoin), regia di Jean-Pierre Mocky (1978)
- Episodio: Le vacanze intelligenti di Dove vai in vacanza?, regia di Alberto Sordi (1978)
- Maschio, femmina, fiore, frutto, regia di Ruggero Miti (1979)
- Cannibal Holocaust, regia di Ruggero Deodato (1980)
- La casa sperduta nel parco, regia di Ruggero Deodato (1980)
- Io e Caterina, regia di Alberto Sordi (1980)
- Ricomincio da tre, regia di Massimo Troisi (1981)
- Il falco e la colomba, regia di Fabrizio Lori (1981)
- La gatta da pelare, regia di Pippo Franco (1981)
- Il marchese del Grillo, regia di Mario Monicelli (1981)
- Io so che tu sai che io so, regia di Alberto Sordi (1982)
- In viaggio con papà, regia di Alberto Sordi (1982)
- Amici miei - Atto IIº, regia di Mario Monicelli (1982)
- Il tassinaro, regia di Alberto Sordi (1983)
- Impatto mortale, regia di Fabrizio De Angelis (1984)
- Tutti dentro, regia di Alberto Sordi (1984)
- Colpi di luce, regia di Enzo G. Castellari (1985)
- È arrivato mio fratello, regia di Castellano e Pipolo (1985)
- Sono un fenomeno paranormale, regia di Sergio Corbucci (1985)
- Cobra Mission, regia di Fabrizio De Angelis (1986)
- Yuppies 2, regia di Enrico Oldoini (1986)
- Thunder 2, regia di Fabrizio De Angelis (1987)
- Roba da ricchi, regia di Sergio Corbucci (1987)
- Thunder 3, regia di Fabrizio De Angelis (1988)
- Angel Hill - L'ultima missione, regia di Ignazio Dolce (1988)
- Fantozzi va in pensione, regia di Neri Parenti (1988)
- Night Club, regia di Sergio Corbucci (1989)
- Indio, regia di Antonio Margheriti (1989)
- L'ultimo volo all'inferno, regia di Ignazio Dolce (1990)
- Abbronzatissimi, regia di Bruno Gaburro (1991)
- Gole ruggenti, regia di Pier Francesco Pingitore (1992)
- Vortice mortale, regia di Ruggero Deodato (1993)
- Altri uomini, regia di Claudio Bonivento (1997)
- Una vacanza all'inferno, regia di Tonino Valerii (1997)
- Hammamet Village, regia di Ninì Grassia (1997) - inedito
- Aitanic, regia di Nino D'Angelo (2000)
- Terapia Roosevelt, regia di Vittorio Muscia (2006)

### Televisione
- FBI - Francesco Bertolazzi investigatore, regia di Ugo Tognazzi – miniserie TV, 6 puntate (1970)
- Arsenio Lupin (Arsène Lupin) – serie TV, episodio 1x08 (1971)
- Buio nella valle, regia di Giuseppe Fina – miniserie TV, 2 puntate (1984)
- Turno di notte – serie TV, episodio 1x01 (1987)
- Guerra di spie, regia di Duccio Tessari – miniserie TV, 3 puntate (1989)
- Donne armate, regia di Sergio Corbucci – film TV (1991)
- La montagna dei diamanti (Mountain of Diamonds), regia di Jeannot Szwarc – miniserie TV, 4 puntate (1991)
- Un inviato molto speciale – serie TV, 8 episodi (1992)
- I ragazzi del muretto – serie TV, 14 episodi (1993)
- Noi siamo angeli – serie TV, 6 episodi (1997)
- Il goal del Martin pescatore, regia di Ruggero Miti – film TV (1997)
- Sotto il cielo dell'Africa – serie TV, 10 episodi (1999)

## Riconoscimenti
- Foggia Film Festival
  - 2011 – Premio alla carriera[2]